# Ilhas Virgens Americanas nos Jogos Olímpicos de Verão de 1976
As Ilhas Virgens Americanas competiram nos Jogos Olímpicos de Verão de 1976 em Montreal, Canadá.

## Resultados por Evento

### Atletismo
Marcha atlética 20 km masculino
- Henry Klein — 1:50:50 (→ 36° lugar)